# Großer Preis von Rhodesien
Der Große Preis von Rhodesien war eine Motorsportveranstaltung, die von 1960 bis 1976 nahezu jährlich in Rhodesien abgehalten wurde. Die meisten Rennen waren nach dem Reglement der Formel 1 ausgeschrieben, hatten aber keinen Weltmeisterschaftsstatus. Rekordsieger ist der rhodesische Rennfahrer John Love, der sechs von 16 Läufen gewann.

## Geschichte
Veranstalter der Großen Preise von Rhodesien war der Rhodesian Automobile Racing Club. Das erste Rennen wurde 1960 ausgetragen. In diesem Jahr war er nach der Formule Libre ausgeschrieben, danach entsprach das Reglement dem der Formel 1. Bis 1965 waren die Rennen Einzelveranstaltungen, die nicht in größere Rennserien eingebunden waren. Von 1966 bis 1974 waren die Großen Preise von Rhodesien Läufe der Südafrikanischen Formel-1-Meisterschaft; 1976 war das Rennen Bestandteil der Südafrikanischen Formel-Atlantic-Meisterschaft.
Drei Läufe der Serie fanden in der Landeshauptstadt Salisbury (heute: Harare) statt: Der erste wurde auf dem Flugplatzkurs Belvedere Airport Circuit abgehalten, die letzten beiden auf dem Donnybrook Raceway. Von 1961 bis 1973 wurde das Rennen in der Provinzmetropole Bulawayo ausgetragen, die weniger weit von Südafrika entfernt liegt als Harare; auf diese Weise sollte die Attraktivität des Rennens für südafrikanische Piloten erhöht werden. Bis 1970 war der James McNeillie Circuit in Kumalo, einem Vorort Bulawayos, der Austragungsort, danach wechselte die Veranstaltung auf den neu konstruierten Breedon Everard Raceway.

## Ergebnisse
| Auflage | Jahr | Strecke  | Sieger                                | Zweiter                          | Dritter                          | Pole-Position                  | Schnellste Runde                 |
| ------- | ---- | -------- | ------------------------------------- | -------------------------------- | -------------------------------- | ------------------------------ | -------------------------------- |
| 01      | 1960 | Harare   | Syd van der Vyver (Cooper-Alfa Romeo) | Doug Serrurier (Cooper-Climax)   | Danny Wright (Cooper-Climax)     | nicht bekannt                  | nicht bekannt                    |
| 02      | 1961 | Bulawayo | Ernest Pieterse (Heron-Alfa Romeo)    | Doug Serrurier (LDS-Alfa Romeo)  | Fanie Viljoen (Cooper-Climax)    | nicht bekannt                  | nicht bekannt                    |
| 03      | 1962 | Bulawayo | Gary Hocking (Lotus-Climax)           | Neville Lederle (Lotus-Climax)   | Mike Harris (Cooper-Alfa Romeo)  | nicht bekannt                  | nicht bekannt                    |
| 04      | 1963 | Bulawayo | John Love (Cooper-Climax)             | David Prophet (Brabham-Ford)     | Sam Tingle (LDS-Alfa Romeo)      | nicht bekannt                  | nicht bekannt                    |
| 05      | 1964 | Bulawayo | Paul Hawkins (Brabham-Ford)           | David Prophet (Brabham-Ford)     | Sam Tingle (LDS-Alfa Romeo)      | nicht bekannt                  | nicht bekannt                    |
| 06      | 1965 | Bulawayo | John Love (Cooper-Climax)             | Peter de Klerk (Brabham-Climax)  | Sam Tingle (LDS-Alfa Romeo)      | nicht bekannt                  | nicht bekannt                    |
| 07      | 1966 | Bulawayo | Bob Anderson (Brabham-Climax)         | Luki Botha (Brabham-Climax)      | Clive Puzey (Lotus-Climax)       | John Love (Cooper-Climax)      | John Love (Cooper-Climax)        |
| 08      | 1967 | Bulawayo | John Love (Brabham-Repco)             | Dave Charlton (Brabham-Repco)    | Jackie Pretorius (Brabham-Repco) | nicht bekannt                  | nicht bekannt                    |
| 09      | 1968 | Bulawayo | John Love (Lotus-Cosworth)            | Sam Tingle (Brabham-Repco)       | Bobby Olthoff (McLaren-Ford)     | John Love (Lotus-Cosworth)     | John Love (Lotus-Cosworth)       |
| 10      | 1969 | Bulawayo | Dave Charlton (Lola-Chevrolet)        | Sam Tingle (Brabham-Repco)       | John McNicol (Lola-Ford)         | John Love (Lotus-Cosworth)     | John Love (Lotus-Cosworth)       |
| 11      | 1970 | Bulawayo | Dave Charlton (Lotus-Cosworth)        | John Love (March-Cosworth)       | Peter de Klerk (Lola-Ford)       | John Love (March-Cosworth)     | John Love (March-Cosworth)       |
| 12      | 1971 | Bulawayo | John Love (March-Cosworth)            | Paddy Driver (McLaren-Cosworth)  | John McNicol (McLaren-Chevrolet) | nicht bekannt                  | John Love (March-Cosworth)       |
| 13      | 1972 | Bulawayo | John Love (Brabham-Cosworth)          | John McNicol (McLaren-Chevrolet) | Eddie Keizan (Surtees-Cosworth)  | Dave Charlton (Lotus-Cosworth) | Dave Charlton (Lotus-Cosworth)   |
| 14      | 1973 | Bulawayo | Dave Charlton (Lotus-Cosworth)        | Eddie Keizan (Tyrrell-Cosworth)  | Paddy Driver (McLaren-Cosworth)  | nicht bekannt                  | Dave Charlton (Lotus-Cosworth)   |
| 15      | 1974 | Harare   | Ian Scheckter (Lotus-Cosworth)        | Guy Tunmer (Chevron-Cosworth)    | Dave Charlton (McLaren-Cosworth) | Ian Scheckter (Lotus-Cosworth) | Dave Charlton (McLaren-Cosworth) |
| 16      | 1976 | Harare   | Roy Klomfass (Ralt-Ford)              | Nols Nieman (Wheatcroft-Ford)    | Dave Charlton (Modus-Cosworth)   | Roy Klomfass (Ralt-Ford)       | nicht bekannt                    |